# Cazevieille
Cazevieille là một xã thuộc tỉnh Hérault trong vùng Occitanie ở phía nam nước Pháp. Xã này nằm ở khu vực có độ cao từ 160-658 mét trên mực nước biển. Dân số thời điểm năm 1999 là 166 người.